# 语文报
《语文报》是由语文报社于1978年创办的汉语语文报纸，每期发行量超过500万份。《语文报》是中国教育学会中学语文教学专业委员会会报，由山西师范大学主办。语文报编辑部出版。有低幼版、小学版、初中版、高中版、中考版、高考版、教师版等版本。
2018年，报纸入选2017年全国百强报纸推荐名单。

## 被印刷盗版
2004年至2010年期间，山东省泰安市某印刷厂盗版印刷《语文报》逾170万份。

## 外部連結
- 语文报社